# Bướm đuôi kiếm đốm vàng
Bướm đuôi kiếm đốm vàng (danh pháp hai phần: Teinopalpus imperialis) là một loài bướm phượng quý hiếm được tìm thấy từ Nepal và Bắc Ấn Độ, đông bắc Việt Nam.
Trên thế giới loài bướm đuôi kiếm đốm vàng phân bố hẹp, chỉ bay ở các khu rừng tự nhiên trên núi cao ở nam Trung Quốc (cả đảo Hải Nam) và Trung Lào.
Việt Nam có hai phụ loài là Teinopalpus aureus aureus phân bố từ Vĩnh Phúc đến Hà Tĩnh, và loài phụ khác là Teinopalpus aureus eminens phân bố ở Nam Trung Bộ (Khánh Hoà, Lâm Đồng, Đắc Nông, Đắc Lắc). Hai loài phụ này rất giống nhau, chỉ khác nhau ở ô cánh của cánh sau. Trong đó, loài ở miền Bắc có ô cánh lớn hơn so với loài ở Nam Trung Bộ. Loài này lưỡng hình giới tính, cá thể đực và cái khác nhau. Cá thể cái có kích thước sải cánh lớn hơn cá thể đực, các đuôi cũng dài và rõ rệt hơn.